# Catocala hilaris
Catocala hilaris là một loài bướm đêm trong họ Erebidae.